# Stille Post
Stille Post (auch bekannt als Flüsterpost oder Telefonspiel) ist ein Kinderspiel und eine Methode der Wahrnehmungserziehung. Der Begriff wird auch in der Kommunikationswissenschaft, mit der Bezeichnung Stille-Post-Effekt, sinnbildlich für die Verfälschung von Nachrichten durch die mehrfache Weitergabe von Informationen verwendet.

## Regeln
Beim Spiel ordnen sich die Teilnehmer (je mehr, desto besser) in einer Reihe oder einem Kreis an. Ein Spieler denkt sich eine Nachricht aus. Diese Nachricht wird nun flüsternd von Mund zu Ohr von einem Teilnehmer zum jeweiligen Nachbarn weitergegeben. Das Spielvergnügen ergibt sich durch die folgende Auflösung, bei der der letzte in der Reihe laut ausspricht, was er als Mitteilung verstanden hat. Die zunehmende Verfälschung der ursprünglichen Nachricht kann dadurch dokumentiert werden, dass jeder Teilnehmer die verstandene Nachricht laut für alle wiederholt, was auch die Zahl der Lacherfolge steigen lässt.

## Bewertung
Mit älteren Kindern und Jugendlichen kann in der Pädagogik auf diese Weise auch die Entstehung von Gerüchten oder Missverständnissen erklärt werden, da sich Nachrichten durch die subjektive Wahrnehmung bei der Weitergabe verändern können.

## Varianten
Eine Variante von Stiller Post lässt den ersten Spieler einen Satz auf einen Zettel schreiben. Der nächste Spieler malt dann zu diesem Satz ein Bild. Der übernächste Spieler schreibt zu diesem Bild wieder einen Satz und so geht es immer weiter, bis das Spiel mit einem Satz aufgelöst wird.
Eine weitere Version von Stiller Post lässt den ersten Spieler seinem Partner eine lange Geschichte laut vorlesen. In der nächsten Runde kommt ein weiterer Partner hinzu, der die Geschichte nicht mitgehört hat, und bekommt sie vom Vorgänger erzählt usw. Die Zuschauer erkennen dabei sehr gut das Interpretations- und Filterungsverhalten.

## Didaktische Nutzung
Im Bereich der Wahrnehmungserziehung kommt eine Form der Stillen Post zum Einsatz, mit welcher die sensitive Körperwahrnehmung herausgefordert und geschult wird: Es geht darum, durch Berührungen und Bewegungen mit einem Finger auf dem Rücken eines Mitspielers Signale und Zeichen zu vermitteln, die dieser entschlüsseln soll. Sinn ist es, über taktile Reize eine Botschaft zu senden beziehungsweise aufzunehmen. Im optimalen Fall wird erreicht, über das Sinnesorgan Haut ein nonverbales Gespräch zu führen, bei dem die Mitteilungen über das Körpergefühl verstanden werden.
Der Schwierigkeitsgrad der Aufgabe lässt sich je nach Alter und wachsendem Körpergefühl steigern. So kann im Vorschulalter mit einfachen Übungen begonnen und das Anspruchsniveau bis ins Erwachsenenalter erhöht werden: Beginnend mit der Aufgabe, einander folgende Druckpunkte auf dem Rücken zu lokalisieren, wird nach und nach das Erkennen einfacher geometrischer Formen wie Kreis, Rechteck, Quadrat, Dreieck gefordert. Es folgen dann Zahlen und Buchstaben, schließlich auch komplizierte Figuren und ganze Wörter und Nachrichten, die „postalisch“ übermittelt und dekodiert werden sollen. Für Fortgeschrittene kann sich die Stille Post zu einem Dialog entwickeln, bei dem die Spielenden sich in Form eines Frage-Antwort-Spiels miteinander austauschen.
Bei einer Variante der Wahrnehmungsschulung geht es darum, sich über Gebärdensprache zu verständigen: Ein Gegenstand wie ein Fahrrad oder ein Geschehen wie ein Unfall soll pantomimisch mit Gesten und Mimik dargestellt und von dem Beobachtenden möglichst detailgenau dekodiert werden. Hierzu sind körperliche Ausdrucksfähigkeit auf der einen und ein entsprechendes Wahrnehmungs- und Einfühlungsvermögen auf der anderen Seite gefragt.

## Kommunikationswissenschaft
Das Phänomen der Stillen Post ist auch in der Kommunikationswissenschaft von Bedeutung. Wird eine Information von Person zu Person weitergegeben, so besteht die Gefahr, dass sie verfälscht wird oder gar nicht ankommt, wenn der jeweilige Empfänger die vom vorherigen Sender empfangene Information nicht kennt. Informationsverluste entstehen hier bei jeder Schnittstelle. Es konnte durch empirische Studien nachgewiesen werden, dass in einem Unternehmen bei der Weitergabe über fünf Abteilungen hinweg nur noch 20 % der Ausgangsinformationen ankommen. Eine typische Form, bei der Stille Post entstehen kann, ist die Querinformation.

## Internationale Bezeichnungen
Das Spiel ist auch in vielen anderen Kulturen unter einer Vielzahl von Namen bekannt:
- Im englischsprachigen Raum unter anderem als Chinesisches Flüstern (englisch chinese whispers) oder Russischer Skandal (englisch Russian scandal).
- Im Französischen als Arabisches Telefon (französisch téléphone arabe) oder auch als Schnurloses Telefon (französisch téléphone sans fil).
- Im Bulgarischen heißt das Spiel kaputtes Telefon (bulgarisch развален телефон)